# Witzeeze
Witzeeze település Németországban, Schleswig-Holstein tartományban. Lakosainak száma 939 fő (2023. december 31.).

## Népesség
A település népességének változása:
| Lakosok száma | 594  | 893  | 869  | 867  | 917  | 914  | 939  |
|               | 1975 | 2016 | 2017 | 2019 | 2021 | 2022 | 2023 |